# Stichophthalma amyclas
Stichophthalma amyclas är en fjärilsart som beskrevs av Brooks 1949. Stichophthalma amyclas ingår i släktet Stichophthalma och familjen praktfjärilar. Inga underarter finns listade i Catalogue of Life.